# Гудовка (Семилукский район)
Гудовка — село в Губаревском сельском поселении Семилукского района Воронежской области.

## География
Расположено на левом берегу реки Ведуга, напротив села Терновое.

### Улицы
- ул. Дмитриева,
- ул. Береговая,
- ул. Колодезная,
- ул. Школьная.

## История
Основано в начале XIX в. как казённая часть села Терновое, расположенная на противоположном берегу реки Ведуга.
Об истории села Гудовка и жизни предков его жителей подробно рассказано на сайте "Гудовка: село потомков основателей и защитников Воронежа"

## Культура

## Фотогалерея

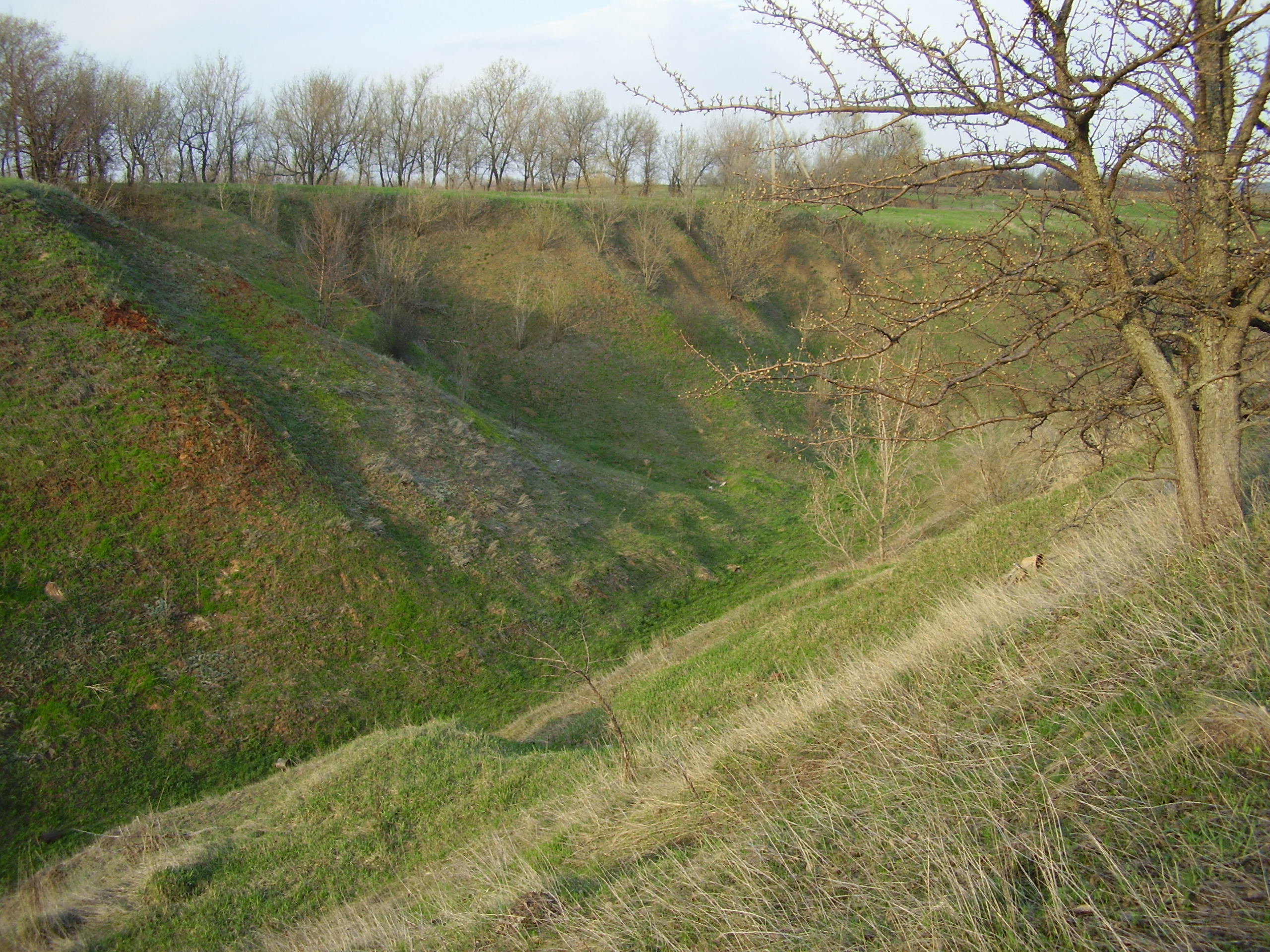
Разлом в земле у Гудовки
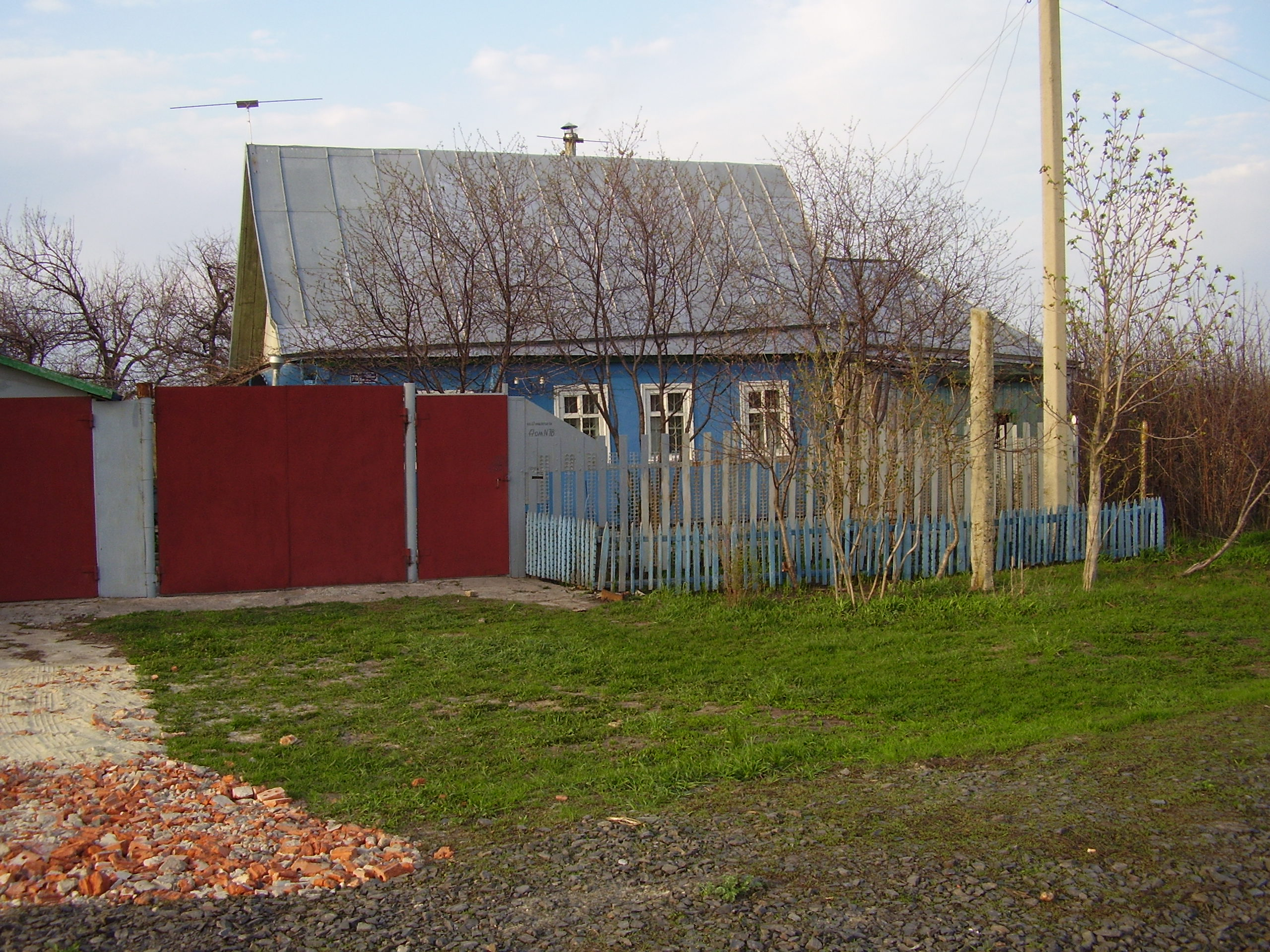
Дом в Гудовке